# 罗城城濠沟
罗城城濠沟，位于中国福建省泉州市鲤城区海滨街道涂门社区百源路、东鲁社区后坂街涂门水关。
罗城城濠沟开辟于唐代大和年间，三面环绕罗城。元末至正十二年（1352年）扩建泉州城池，罗城城濠沟遂成为城内沟渠。
1983年1月，罗城城濠沟公布为第二批泉州市文物保护单位。